# Scottsboro: An American Tragedy
Scottsboro: An American Tragedy ist ein US-amerikanischer Dokumentarfilm aus dem Jahr 2000.

## Handlung
Der Film dokumentiert die Geschichte der Scottsboro Boys, einer Gruppe von neun jungen Schwarzen, die 1931 der Vergewaltigung zweier weißer Frauen in Alabama angeklagt und ohne jegliche Beweise für ihre Schuld zum Tode verurteilt wurden. Nach drei Verhandlungen vor höheren Instanzen wurden vier der Männer freigelassen, die Todesstrafe für die übrigen fünf in lange Haftstrafen umgewandelt. Erst 1943, nachdem sich die fünf Männer gut geführt hatten, wurden sie nacheinander freigelassen.

## Kritiken
Elvis Mitchell von der New York Times fand es lobenswert, dass die packende und durchdachte Dokumentation veröffentlicht wurde.
Amy Taubin von der New Yorker Zeitung Village Voice bezeichnete den Film als gut recherchiert mit hohem Tempo, aber mit 87 Minuten als zu lang.

## Auszeichnungen
Neben einer Nominierung 2001 für den Oscar als bester Dokumentarfilm gewann die Produktion mehrere Filmpreise: 2000 den Zuschauerpreis des Birmingham Sidewalk Moving Picture Festival, den Preis der Jury des Urbanworld Film Festival und den Zuschauerpreis des Washington Jewish Film Festival; 2001 den Emmy Award als Outstanding Non-Fiction Special; 2002 den WGA Award der Writers Guild of America in der Kategorie Documentary – Other Than Current Events und den Erik Barnouw Award der Organization of American Historians.

## Hintergrund
Die Premiere fand im Januar 2000 beim Sundance Film Festival.
Erzähler des Films war Andre Braugher. Weitere Passagen wurden u. a. von Nesbitt Blaisdell, Jeffrey DeMunn, Frances McDormand, Stanley Tucci und Harris Yulin gesprochen.